# Lingam

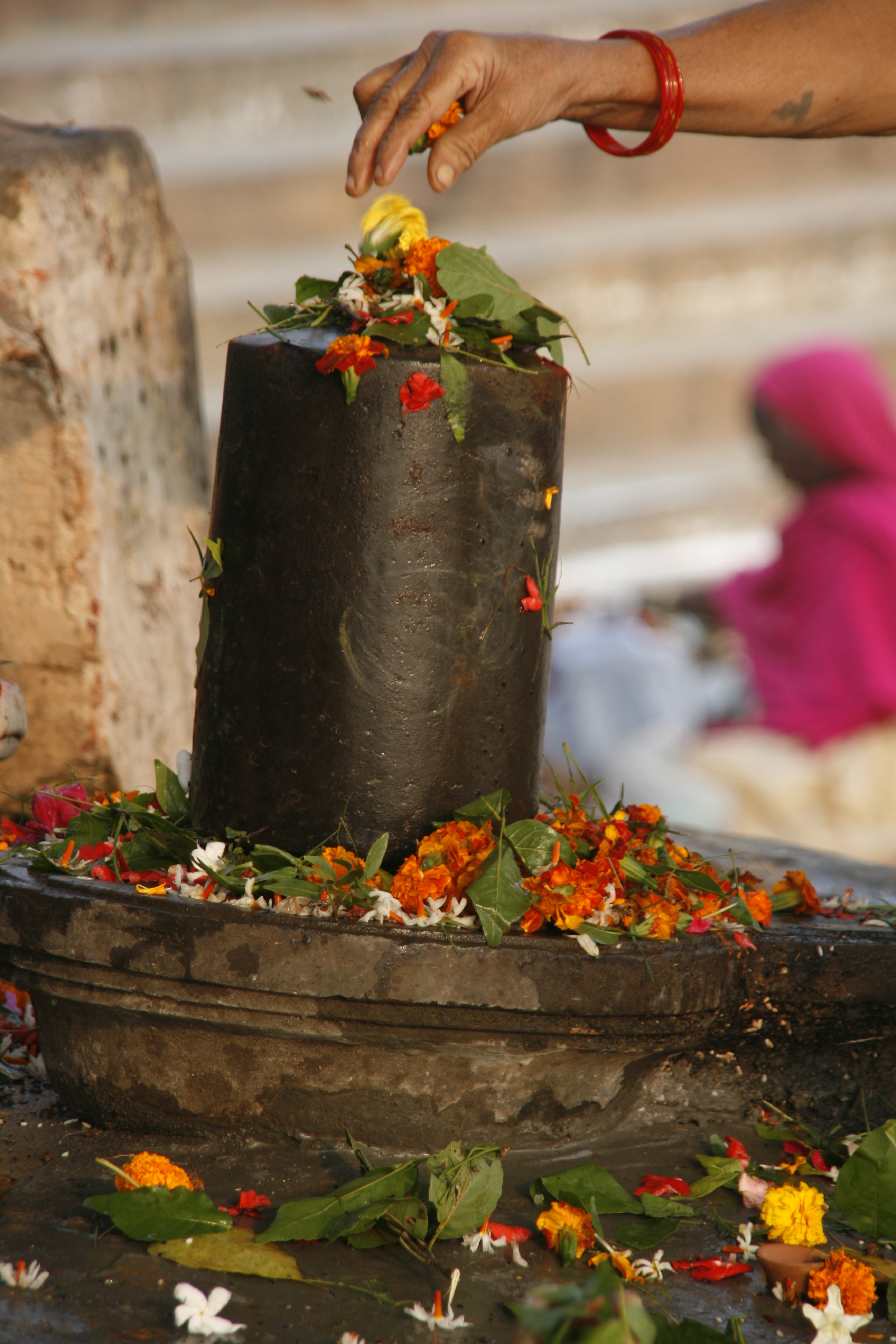
Ofrena de flors tradicional a un lingam a Varanasi

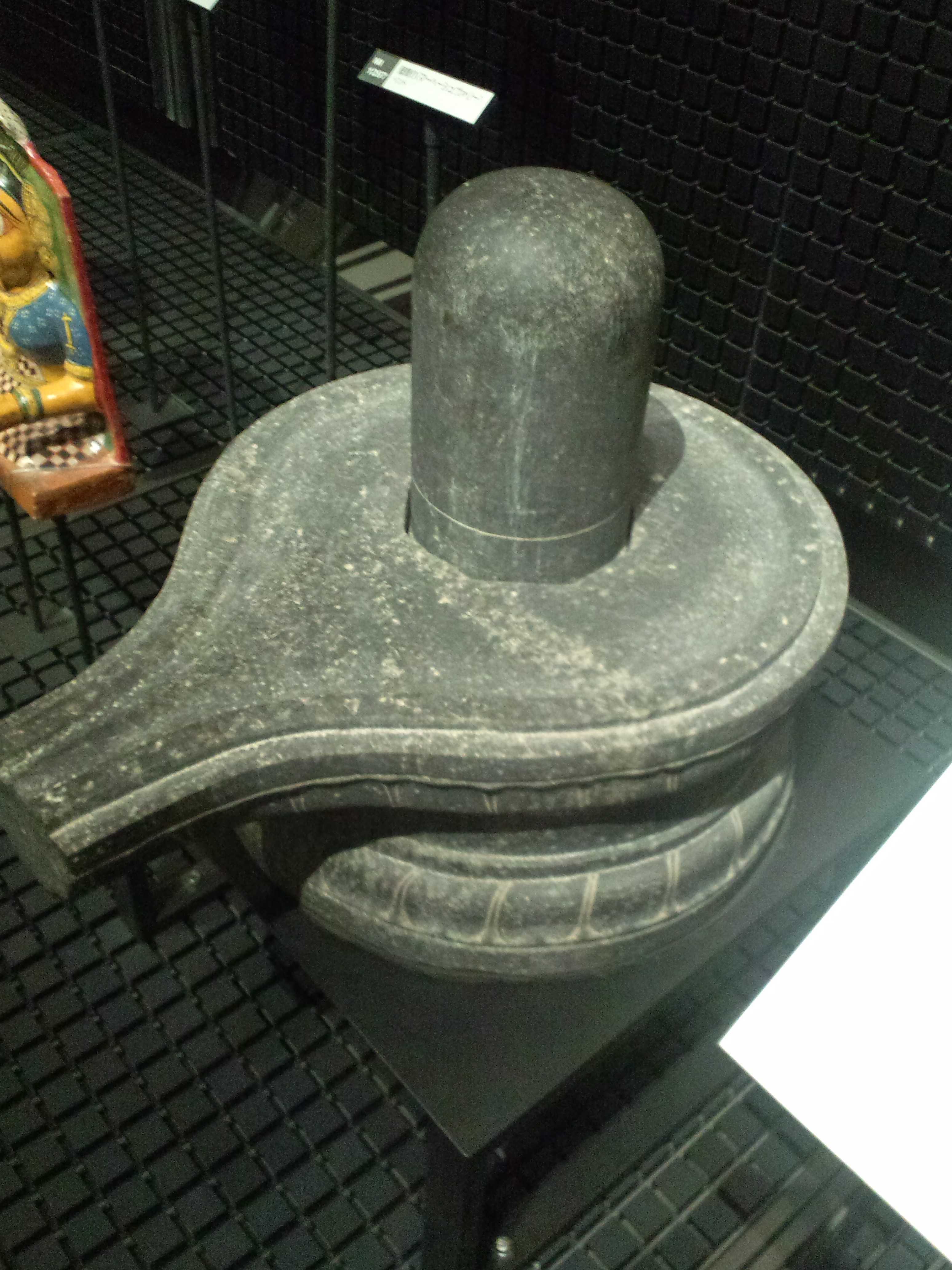
Lingam damunt del Yoni

El lingam (o també, linga, ling, Xiva linga, Xiv ling, en sànscrit: लिङ्गं, que significa 'marca', 'signe', 'conclusió') és una representació de la deïtat hindú Xiva usada per al culte en els seus temples. En la cultura tradicional hindú, el lingam és un símbol de l'energia i la potencialitat del déu.
El lingam es representa sovint conjuntament amb el yoni, un símbol de la dea Shakti, l'energia creadora femenina. La unió del lingam i el yoni representa la "indivisible unitat del masculí i el femení, l'espai passiu i el temps actiu, que és l'origen de tota vida".